# もしも生まれ変わったならそっとこんな声になって
『もしも生まれ変わったならそっとこんな声になって』（もしもうまれかわったならそっとこんなこえになって）は、2024年8月28日にユニバーサルシグマからリリースされたクリープハイプ初のトリビュート・アルバム。

## 背景
本作は、クリープハイプが2024年に現メンバー15周年を迎えたことを記念してリリースされた。2024年6月28日にリリースが発表され、同日から11日連続で参加アーティストが解禁、担当楽曲は8月5日に明らかになった。

## 収録曲
1. 栞 / SEKAI NO OWARI [4:30]
作詞・作曲：尾崎世界観
編曲：SEKAI NO OWARI
  - クリープハイプ側による選曲。
2. 憂、燦々 / ヨルシカ [4:09]
作詞：尾崎世界観・小野健
作曲：尾崎世界観
3. 手と手 / 10-FEET [3:25]
作詞・作曲：尾崎世界観
編曲：10-FEET
4. イト / UNISON SQUARE GARDEN [3:33]
作詞・作曲：尾崎世界観
編曲：UNISON SQUARE GARDEN
5. 社会の窓 / ano [2:46]
作詞・作曲：尾崎世界観
編曲：Taku Inoue
6. ABCDC / indigo la End [3:42]
作詞・作曲：尾崎世界観
7. キケンナアソビ / WurtS [3:56]
作詞・作曲：尾崎世界観
編曲：WurtS
8. ナイトオンザプラネット / 東京スカパラダイスオーケストラ [5:43]
作詞・作曲：尾崎世界観
編曲：東京スカパラダイスオーケストラ
  - ボーカルは尾崎世界観が担当。
9. 二十九、三十 / ウルフルズ [4:06]
作詞・作曲：尾崎世界観
10. ただ / My Hair is Bad [3:36]
作詞・作曲：尾崎世界観
編曲：My Hair is Bad
11. バンド / back number [6:19]
作詞・作曲：尾崎世界観
編曲：back number